# Hermann Wolff-Metternich
Hermann-Joseph Graf Wolff-Metternich zur Gracht (* 3. April 1887 auf Burg Satzvey; † 29. Mai 1956 auf Schloss Hillenraad in Swalmen) war ein deutscher Offizier und Beteiligter am Dezemberputsch 1918.

## Leben
Hermann-Joseph Graf Wolff-Metternich zur Gracht war ein Sohn von Dietrich Graf Wolff-Metternich zur Gracht (1853–1923) und Mechtildis Gräfin Berghe von Trips. Er war Neffe von Paul Graf Wolff Metternich zur Gracht.
Er diente erst im Kürassier-Regiment „von Driesen“ (Westfälisches) Nr. 4 und wurde dort Oberleutnant. Während des Ersten Weltkrieges war er Mitarbeiter der Nachrichtenabteilung des Auswärtigen Amtes unter Ferdinand von Stumm, dessen Neffe er war. Zu Beginn der Novemberrevolution verließ er die Nachrichtenabteilung.
Auf sein Angebot hin wurde er am 9. November 1918 von Friedrich Ebert mit der Aufstellung einer „Sicherheitswehr zum Schutze des Stadtzentrums und der Regierungsgebäude“ beauftragt. Dazu hatte er gegenüber der Regierung ein Loyalitätsversprechen abgegeben. Erst durch erhebliche Überzeugungsarbeit, sein Auftreten in abgetragenen Kleidungsstücken und Zugeständnisse des Kriegsministeriums war es ihm geglückt, zum Abend des 11. November 1918 eine schwer bewaffnete 60 Mann starke „besondere Revolutionstruppe“ zur Sicherung der Reichskanzlei aufzubieten. Diese gilt als ein Vorläufer der späteren Volksmarinedivision. Mit der offiziellen Aufstellung war er ab 11. November 1918 Mitglied der Volksmarinedivision. Er wurde in den Volksmarinerat gewählt, ihm wurde jedoch lediglich die Verbindung zu den Regierungsbehörden als Aufgabe übertragen.
Am 14. November 1918 verübte der Kapitänleutnant Friedrich Brettschneider Anschläge auf die Führung der Volksmarinedivision. Deren Kommandeur Paul Wieczorek starb, der Mitorganisator der Division Heinrich Dorrenbach blieb unverletzt. Ab dem 15. November besetzte Metternich mit der Volksmarinedivision im Auftrag der Regierung das Berliner Schloss. Er wollte damit das nationale Eigentum vor den Plünderungen durch die revolutionären Soldaten schützen, nahm die Schlosswache fest und übergab diese der Stadtkommandantur. Die Kunstgegenstände ließ er von seinen ca. 80 Matrosen an einen sicheren Ort bringen.
Durch die politischen Gegebenheiten und mit Unterstützung von Otto Wels und Ebert wurde er vom 26. November bis 7. Dezember 1918 Kommandeur der Volksmarinedivision. Er untersagte das Verteilen von Handzetteln des Spartakusbundes und von Blättern, wie Die Rote Fahne oder die Freiheit. Er wollte die Volksmarinedivision auf die Volksbeauftragten einschwören und regierungsfeindliche Tendenzen vollständig unterbinden. Zu diesem Zeitpunkt äußerten die Mitglieder des Vollzugsrates, so wie Ernst Däumig, Gustav Heller und Paul Wegmann, Zweifel an der Rechtschaffenheit von Metternich und sahen gegenrevolutionäre Tendenzen. Däumig wurde damit beauftragt, für einen Antrag bei der Regierung Material zu Metternich zusammenzutragen.
Er suchte 150 Männer aus der Division aus, ließ sie aber genauso über seine Absichten im Ungewissen wie die restliche Führung der Division. Beim Putschversuch vom 6. Dezember 1918 zog er mit diesen Teilen der Volksmarinedivision vor die Reichskanzlei, um Friedrich Ebert zur Reichspräsidentschaft zu drängen. Zusätzlich sollte der Vollzugsrat festgenommen werden. Dies wurde aber von den anderen Beteiligten und weiten Teilen der Volksmarinedivision vereitelt. Letztlich scheiterten die von Metternich angestrebten Ziele und er wurde durch den Zentralrat als Hauptschuldiger des Putschversuches ausgemacht.
Nach dem Versuch hatte er versucht, mit Hilfe seiner Kontakte in das Auswärtige Amt den Putschisten ausländische Pässe zu verschaffen. Er musste Berlin verlassen, warnte aber Friedrich Ebert noch vor den radikalen Bestrebungen in der Division, schlug vor, die Matrosen abzufinden und abzuschieben. Bereits am 8. Dezember versuchte er, Waldemar Pabst davon zu überzeugen, mit der von ihm befehligten Garde-Kavallerie-Schützen-Division nach Berlin gegen die Volksmarinedivision einzurücken. Danach flüchtete er auf das Familiengut Schloss Hillenraad bei Roermond.

## Familie
Er war seit 1910 mit Amalie Mathilde Gräfin von Schall-Riaucour (1888–1971) verheiratet und hatte mit ihr drei Töchter:
- Hermenegilde (1911–1990) ⚭ 1932 Henry Frowein
- Marie-Amelie (1921–1980)
- Eugenie (1923–2016)